# Weltzeituhr

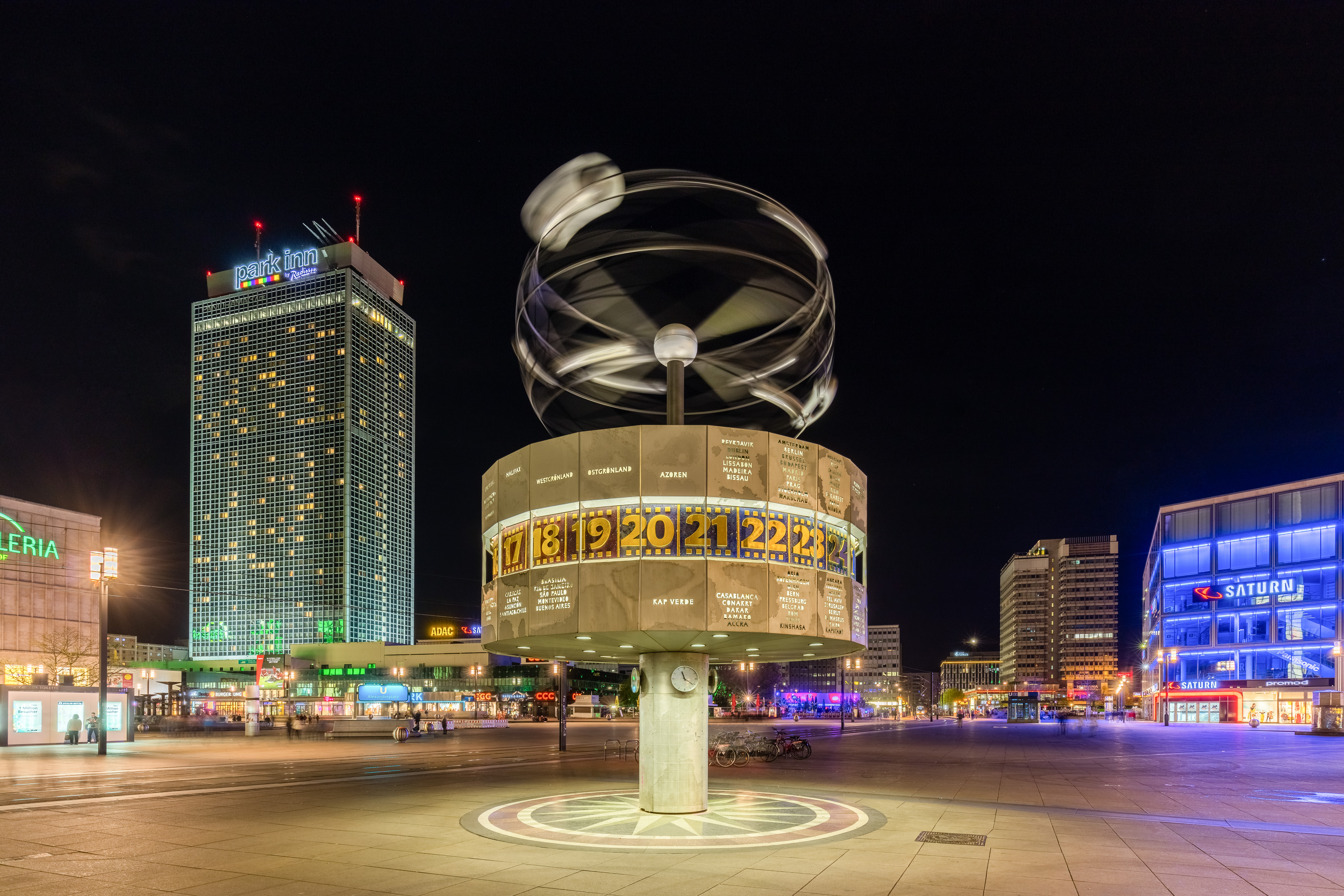
Världstidsklockan eller Weltzeituhr

Die Weltzeituhr (ty. "Världstidsklockan") är en gigantisk klocka som står på Alexanderplatz i Berlin och visar tiden i andra länder. Klockan invigdes 1969 då Alexanderplatz renoverades. Sedan dess har det varit en av Berlins mest populära mötesplatser.